# Polen op de Olympische Zomerspelen 1976

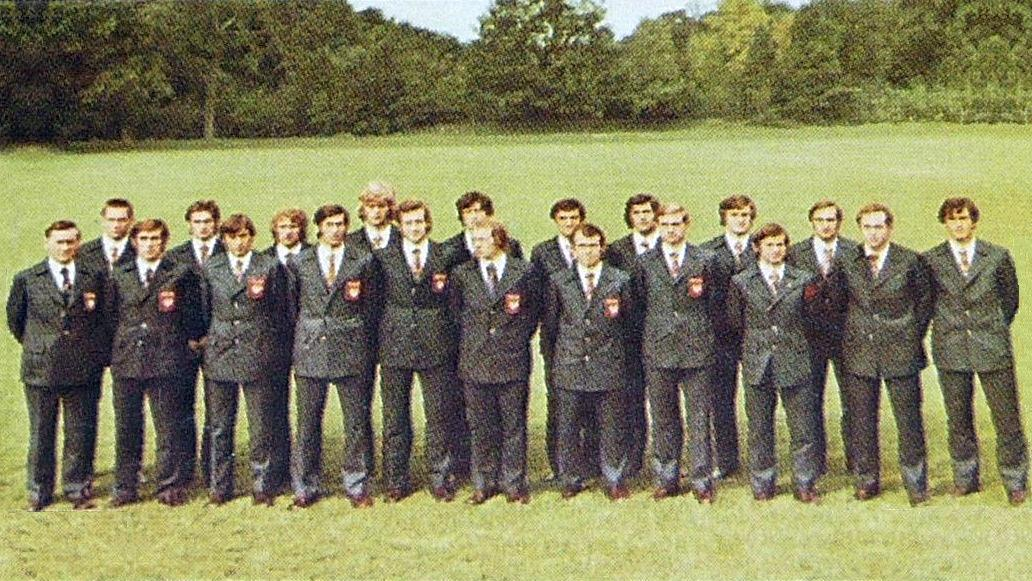

Polen nam deel aan de Olympische Zomerspelen 1976 in Montréal, Canada. Net als tijdens de vorige editie werden 7 gouden medailles gewonnen. Het totale aantal medailles nam toe van 21 naar 26.

## Medailleoverzicht
| Sport            | Olympiër | Onderdeel                 | Medaille |
| ---------------- | --- | ------------------------- | -------- |
| Atletiek         | Jacek Wszoła | hoogspringen (m)          | Goud     |
| Atletiek         | Tadeusz Ślusarski | polsstokhoogspringen (m)  | Goud     |
| Atletiek         | Irena Szewińska | 400m (v)                  | Goud     |
| Boksen           | Jerzy Rybicki | -71kg (m)                 | Goud     |
| Moderne vijfkamp | Janusz Pyciak-Peciak | individueel (m)           | Goud     |
| Volleybal        | Włodzimierz Stefański Bronislaw Bebel Lech Łasko Edward Skorek Tomasz Wójtowicz Wiesław Gawłowski Mirosław Rybaczewski Zbigniew Lubiejewski Ryszard Bosek Włodzimierz Sadalski Zbigniew Zarzycki Marek Karbarz                                                              | zaal (m)                  | Goud     |
| Worstelen        | Kazimierz Lipień | -62kg Grieks-Romeins (m)  | Goud     |
| Atletiek         | Bronisław Malinowski | 3000m steeplechase (m)    | Zilver   |
| Atletiek         | Zbigniew Jaremski Jerzy Pietrzyk Ryszard Podlas Jan Werner | 4x400m (m)                | Zilver   |
| Gewichtheffen    | Grzegorz Cziura | -56kg (m)                 | Zilver   |
| Kanovaren        | Andrzej Gronowicz Jerzy Opara | C-2 500m (m)              | Zilver   |
| Voetbal          | Jan Benigier Lesław Ćmikiewicz Kazimierz Deyna Jerzy Gorgoń Henryk Kasperczak Kazimierz Kmiecik Grzegorz Lato Zygmunt Maszczyk Piotr Mowlik Roman Ogaza Wojciech Rudy Andrzej Szarmach Antoni Szymanowski Jan Tomaszewski Henryk Wawrowski Henryk Wieczorek Władysław Żmuda | mannen                    | Zilver   |
| Wielersport      | Tadeusz Mytnik Mieczysław Nowicki Stanisław Szozda Ryszard Szurkowski | ploegentijdrit (m)        | Zilver   |
| Boksen           | Leszek Błażyński | -51kg (m)                 | Brons    |
| Boksen           | Leszek Kosedowski | -57kg (m)                 | Brons    |
| Boksen           | Kazimierz Szczerba | -63,5kg (m)               | Brons    |
| Boksen           | Janusz Gortat | -81kg (m)                 | Brons    |
| Gewichtheffen    | Kazimierz Czarnecki | -67,5kg (m)               | Brons    |
| Gewichtheffen    | Tadeusz Rutkowski | -110kg (m)                | Brons    |
| Handbal          | Zdzisław Antczak Janusz Brzozowski Piotr Cieśla Jan Gmyrek Alfred Kałuziński Jerzy Klempel Zygfryd Kuchta Jerzy Melcer Ryszard Przybysz Henryk Rozmiarek Andrzej Sokołowski Andrzej Szymczak Mieczysław Wojczak Włodzimierz Zieliński                                       | mannen                    | Brons    |
| Judo             | Marian Tałaj | -70kg (m)                 | Brons    |
| Schietsport      | Wiesław Gawlikowski | skeet                     | Brons    |
| Schietsport      | Jerzy Greszkiewicz | 50m bewgend doel          | Brons    |
| Wielersport      | Mieczysław Nowicki | wegwedstrijd (m)          | Brons    |
| Worstelen        | Czesław Kwieciński | -90kg Grieks-Romeins (m)  | Brons    |
| Worstelen        | Andrzej Skrzydlewski | -100kg Grieks-Romeins (m) | Brons    |

## Deelnemers en resultaten

### Atletiek
| Olympiër                                                                                                  | Onderdeel                | Resultaat | Prestatie |
| --- | ------------------------ | --------- | --- |
| Zenon Licznerski                                                                                          | 100m (m)                 | 19e       | serie 3: 2de in 10,60 kwartfinale 4: 6de in 10,52 |
| Andrzej Świerczyński                                                                                      | 100m (m)                 | 18e       | serie 7: 2de in 10,62 kwartfinale 3: 5de in 10,59 |
| Marian Woronin                                                                                            | 100m (m)                 | 16e       | serie 5: 2de in 10,56 kwartfinale 2: 4de in 10,53 halve finale 1: 8ste in 10,69 |
| Bogdan Grzejszczak                                                                                        | 200m (m)                 | 6e        | serie 6: 2de in 21,35 kwartfinale 4: 2de in 21,02 halve finale 2: 4de in 21,14 finale: 6de in 20,91 |
| Zenon Nowosz                                                                                              | 200m (m)                 | 19e       | serie 5: 2de in 21,29 kwartfinale 1: 6de in 21,22 |
| Marian Woronin                                                                                            | 200m (m)                 | 35e       | serie 7: 5de in 21,90 |
| Zbigniew Jaremski                                                                                         | 400m (m)                 | 24e       | serie 1: 3de in 46,68 kwartfinale 4: 6de in 47,10 |
| Jerzy Pietrzyk                                                                                            | 400m (m)                 | 9e        | serie 4: 2de in 46,92 kwartfinale 2: 3de in 46,30 halve finale 2: 5de in 45,65 |
| Jan Werner                                                                                                | 400m (m)                 | 8e        | serie 2: 3de in 46,19 kwartfinale 3: 2de in 45,88 halve finale 2: 4de in 45,4 finale: 8ste in 45,63 |
| Marian Gęsicki                                                                                            | 800m (m)                 | 10e       | serie 1: 4de in 1.46,36 halve finale 1: 6de in 1.47,06 |
| Bronisław Malinowski                                                                                      | 1500m (m)                | 23e       | serie 3: 6de in 3.41,67 |
| Jerzy Hewelt                                                                                              | 400m horden (m)          | 12e       | serie 3: 3de in 51,39 halve finale 2: 7de in 50,57 |
| Bronisław Malinowski                                                                                      | 3000m steeplechase (m)   | Zilver    | serie 1: 1ste in 8.18,56 (OR) finale: 2de in 8.09,11 (NR) |
| Andrzej Swierczynski Marian Woronin Bogdan Grzejszczak Zenon Licznerski                                   | 4x100m (m)               | 4e        | serie 1: 3de in 39,41 halve finale 2: 1ste in 39,01 finale: 4de in 38,83 |
| Ryszard Podlas Jan Werner Zbigniew Jaremski Jerzy Pietrzyk                                                | 4x400m (m)               | Zilver    | serie 2: 1ste in 3.03,03 finale: 2de in 3.01,43 |
| Jerzy Gros                                                                                                | marathon (m)             | 47e       | 2:28.45 |
| Kazimierz Orzeł                                                                                           | marathon (m)             | 15e       | 2:17.43 |
| Bogusław Duda                                                                                             | 20km snelwandelen (m)    | 21e       | 1:33.53,4 |
| Jan Ornoch                                                                                                | 20km snelwandelen (m)    | 17e       | 1:32.19,2 |
| Grzegorz Cybulski                                                                                         | verspringen (m)          | 13e       | kwalificatie groep A: 11de met 7,71m |
| Eugeniusz Biskupski                                                                                       | hink-stap-springen (m)   | 7e        | kwalificatie groep B: 3de met 16,46m finale: 7de met 16,49m |
| Michał Joachimowski                                                                                       | hink-stap-springen (m)   | 13e       | kwalificatie groep A: 9de met 16,29m |
| Andrzej Sontag                                                                                            | hink-stap-springen (m)   | 20e       | kwalificatie groep A: 12de met 15,82m |
| Jacek Wszoła                                                                                              | hoogspringen (m)         | Goud      | kwalificatie groep A: 1ste met 2,16m finale: 1ste met 2,25m (OR) |
| Wojciech Buciarski                                                                                        | polsstokhoogspringen (m) | 5e        | kwalificatie groep A: 1ste met 5,10m finale: 5de met 5,45m |
| Władysław Kozakiewicz                                                                                     | polsstokhoogspringen (m) | 11e       | kwalificatie groep A: 1ste met 5,10m finale: 11de met 5,25m |
| Tadeusz Ślusarski                                                                                         | polsstokhoogspringen (m) | Goud      | kwalificatie groep A: 9de met 5,10m finale: 1ste met 5,50m |
| Stanisla Wolodko                                                                                          | discuswerpen (m)         | 18e       | kwalificatie groep B: 7de met 59,42m |
| Piotr Bielczyk                                                                                            | speerwerpen (m)          | 4e        | kwalificatie groep A: 4de met 82,56m finale: 4de met 86,50m |
| Ryszard Katus                                                                                             | tienkamp (m)             | 12e       | 100m: 12de in 11,06 verspringen: 15de met 7,04m kogelstoten: 20ste met 13,48m hoogspringen: 24ste met 1,84m 400m: 18de in 49,87 110m horden: 2de in 14,51 discuswerpen: 13de met 42,28m polsstokhoogspringen: 8ste met 4,50m speerwerpen: 13de met 57,54m 1500m: 21ste in 4.47,0 totaal: 7616 punten |
| Ryszard Skowronek                                                                                         | tienkamp (m)             | 5e        | 100m: 10de in 11,02 verspringen: 6de met 7,26m kogelstoten: 15de met 13,74m hoogspringen: 13de met 1,91m 400m: 4de in 47,91 110m horden: 5de in 14,75 discuswerpen: 9de met 45,34m polsstokhoogspringen: 2de met 4,80m speerwerpen: 10de met 62,22m 1500m: 12de in 4.29,89 totaal: 8113 punten       |
| |                          |           | |
| Irena Szewińska                                                                                           | 400m (v)                 | Goud      | serie 4: 3de in 52,75 kwartfinale 4: 4de in 52,00 halve finale 1: 1ste in 50,48 (OR) finale: 1ste in 49,28 (WR) |
| Bożena Nowakowska                                                                                         | 110m horden (v)          | 9e        | serie 2: 1ste in 13,05 halve finale 1: 5de in 13,04 |
| Grażyna Rabsztyn                                                                                          | 110m horden (v)          | 5e        | serie 1: 2de in 13,09 halve finale 2: 2de in 13,35 finale: 5de in 12,96 |
| Barbara Bakulin Małgorzata Bogucka Ewa Długołęcka Zofia Bielczyk Helena Fliśnik Ewa Witkowska             | 4x100m (v)               | DNS       | niet gestart |
| Danuta Jędrejek Elżbieta Skowrońska-Katolik Genowefa Błaszak Danuta Piecyk Aniela Szubert Zofia Zwolińska | 4x400m (v)               | DNS       | niet gestart |
| Danuta Rosani                                                                                             | discuswerpen (v)         | DSQ       | kwalificatie: 11de met 57,78m |

### Boksen
| Olympiër           | Onderdeel   | Resultaat | Prestatie |
| ------------------ | ----------- | --------- | --- |
| Henryk Średnicki   | -48kg (m)   | 9e        | 1ste ronde: W van USA Curtis: 5-0 2de ronde: V van PRK Li: 2-3 |
| Leszek Blazynski   | -51kg (m)   | Brons     | 1ste ronde: vrij 2de ronde: W van BRA Filho: knock-out 3de ronde: W van YUG FSacirović: 3-2 kwartfinale: W van VEN Pérez: 3-2 halve finale: V van USA Randolph: 1-4      |
| Leszek Borkowski   | -54kg (m)   | 15e       | 1ste ronde: vrij 2de ronde: V van GBR Cowdell: 0-5 |
| Leszek Kosedowski  | -57kg (m)   | Brons     | 1ste ronde: vrij 2de ronde: W van UGA Boza-Edwards: walk-over 3de ronde: W van CAN Huard: 5-0 kwartfinale: W van YUG Ristić: 5-0 halve finale: V van GDR Nowakowski: 0-5 |
| Bogdan Gajda       | -60kg (m)   | 9e        | 1ste ronde: vrij 2de ronde: W van GUY Denny: walk-over 3de ronde: V van URS Solomin: 0-5                                                                                 |
| Kazimierz Szczerba | -63,5kg (m) | Brons     | 1ste ronde: vrij 2de ronde: W van SWZ Nhlengethwa: walk-over 3de ronde: W van MGL Gombo: 3-2 kwartfinale: W van ARG Portillo: 5-0 halve finale: V van USA Leonard: 0-5   |
| Zbigniew Kicka     | -67kg (m)   | 17e       | 1ste ronde: vrij 2de ronde: V van USA Jackson: 0-5 |
| Jerzy Rybicki      | -71kg (m)   | Goud      | 1ste ronde: vrij 2de ronde: W van USA Walker: 3-2 kwartfinale: W van PUR Guzmán: 5-0 halve finale: W van URS Savchenko: 3-2 finale: W van YUG Kačar: 5-0                 |
| Ryszard Pasiewicz  | -75kg (m)   | 5e        | 1ste ronde: vrij 2de ronde: W van FRA Malavasi: knock-out kwartfinale: V van USA Spinks: 0-5                                                                             |
| Janusz Gortat      | -81kg (m)   | Brons     | 1ste ronde: W van YUG Popović: 3-2 2de ronde: W van BUL Stoymenov: scheidsrechterlijke beslissing kwartfinale: W van ARG Suarez: 4-1 halve finale: V van USA Spinks: 0-5 |
| Andrzej Biegalski  | +81kg (m)   | 9e        | 1ste ronde: vrij 2de ronde: V van USA Tate: 0-5 |

### Boogschieten
| Olympiër            | Onderdeel       | Resultaat | Prestatie                                                                              |
| ------------------- | --------------- | --------- | -------------------------------------------------------------------------------------- |
| Jan Popowicz        | individueel (m) | 17e       | 1ste ronde: 22ste met 1154 punten 2de ronde: 20ste met 1201 punten totaal: 2355 punten |
| Wojciech Szymańczyk | individueel (m) | 22e       | 1ste ronde: 25ste met 1137 punten 2de ronde: 16de met 1209 punten totaal: 2346 punten  |
|                     |                 |           |                                                                                        |
| Irena Szydłowska    | individueel (v) | 20e       | 1ste ronde: 8ste met 1127 punten 2de ronde: 18de met 1137 punten totaal: 2264 punten   |
| Jadwiga Wilejto     | individueel (v) | 6e        | 1ste ronde: 4de met 1200 punten 2de ronde: 9de met 1195 punten totaal: 2395 punten     |

### Gewichtheffen
| Olympiër            | Onderdeel   | Resultaat | Prestatie                                                      |
| ------------------- | ----------- | --------- | -------------------------------------------------------------- |
| Stefan Leletko      | -52kg (m)   | 6e        | trekken: 7de met 95kg stoten: 6de met 125kg totaal: 220kg      |
| Zygmunt Smalcerz    | -52kg (m)   | DNF       | trekken: geen geldige poging                                   |
| Grzegorz Cziura     | -56kg (m)   | Zilver    | trekken: 2de met 115kg stoten: 4de met 137,5kg totaal: 252,5kg |
| Leszek Skorupa      | -56kg (m)   | 4e        | trekken: 3de met 112,5kg stoten: 4de met 137,5kg totaal: 250kg |
| Jan Łostowski       | -60kg (m)   | DNF       | trekken: geen geldige poging                                   |
| Antoni Pawlak       | -60kg (m)   | DNF       | trekken: 4de met 120kg stoten: geen geldige poging             |
| Kazimierz Czarnecki | -67,5kg (m) | Brons     | trekken: 3de met 130kg stoten: 3de met 165kg totaal: 295kg     |
| Zbigniew Kaczmarek  | -67,5kg (m) | DSQ       |                                                                |
| Tadeusz Rutkowski   | -110kg (m)  | Brons     | trekken: 2de met 167,5kg stoten: 4de met 210kg totaal: 377,5kg |

### Handbal
| Olympiër | Onderdeel | Resultaat | Prestatie |
| --- | --------- | --------- | --- |
| Zdzisław Antczak Janusz Brzozowski Piotr Cieśla Jan Gmyrek Alfred Kałuziński Jerzy Klempel Zygfryd Kuchta Jerzy Melcer Ryszard Przybysz Henryk Rozmiarek Andrzej Sokołowski Andrzej Szymczak Mieczysław Wojczak Włodzimierz Zieliński | mannen    | Brons     | groep B: 2de W van Hongarije: 18-16 W van Tsjecho-Slowakije: 21-18 W van Verenigde Staten: 26-20 V van Roemenië: 15-17 bronzen finale: W van Bondsrepubliek Duitsland: 21-18 |

| Groep B |                   |             |             |             |             |            |            |            |        |
| #       | Land              | Wedstrijden | Wedstrijden | Wedstrijden | Wedstrijden | Doelpunten | Doelpunten | Doelpunten | Punten |
| #       | Land              | G           | W           | G           | V           | V          | T          | Saldo      | Punten |
| 1       | Roemenië          | 4           | 3           | 1           | 0           | 91         | 71         | +20        | 7      |
| 2       | Polen             | 4           | 3           | 0           | 1           | 80         | 71         | +9         | 6      |
| 3       | Hongarije         | 4           | 2           | 0           | 2           | 92         | 82         | +10        | 4      |
| 4       | Tsjecho-Slowakije | 4           | 1           | 1           | 2           | 85         | 82         | +3         | 3      |
| 5       | Verenigde Staten  | 4           | 1           | 0           | 4           | 80         | 122        | -42        | 0      |

| Ronde          | Datum    | Plaats                   | Land  | Score             | Land |
| -------------- | -------- | ------------------------ | ----- | ----------------- | ---- |
| Groepsfase     |          |                          |       |                   |      |
| 20 juli        | Montréal | Polen                    | 18-16 | Hongarije         |      |
| 22 juli        | Montréal | Polen                    | 21-18 | Tsjecho-Slowakije |      |
| 24 juli        | Montréal | Polen                    | 26-20 | Verenigde Staten  |      |
| 26 juli        | Montréal | Roemenië                 | 17-15 | Polen             |      |
| Bronzen finale |          |                          |       |                   |      |
| 28 juli        | Montréal | Bondsrepubliek Duitsland | 18-21 | Polen             |      |

### Judo
| Olympiër          | Onderdeel       | Resultaat | Prestatie |
| ----------------- | --------------- | --------- | --- |
| Marian Standowicz | -63kg (m)       | 5e        | 1ste ronde: W van VEN Luna: chui 2de ronde: V van CUB Héctor Rodríguez: ko-uchi-gari herkansingen: W van POR Gomes: moro-te bronzen finale: V van HUN Tuncsik: ko-soto-gari          |
| Marian Tałaj      | -70kg (m)       | Brons     | 1ste ronde: V van URS Nevzorov: moro-te herkansingen: W van SUI Hagmann: o-soto-gari herkansingen 2: W van AUS Van Hoek: seoi-nage bronzen finale: W van KOR Lee: kusure-kesa-gatame |
| Adam Adamczyk     | -80kg (m)       | 13e       | 1ste ronde: W van BEL Guldemont: moro-te 2de ronde: V van YUG Obadov: ko-soto-gari                                                                                                   |
| Antoni Reiter     | -93kg (m)       | 12e       | 1ste ronde: vrij 2de ronde: W van LIE Büchel: udehishigi-juji-gatame 3de ronde: V van GDR Lorenz: ko-uchi-gari                                                                       |
| Waldemar Zausz    | +93kg (m)       | 17e       | 1ste ronde: V van GBR Remfry: keikoku |
| Waldemar Zausz    | open klasse (m) | 16e       | 1ste ronde: V van FRA Rougé: Udehishigi-juji-gatame |

### Kanovaren
| Olympiër                                                         | Onderdeel     | Resultaat | Prestatie                                                                           |
| ---------------------------------------------------------------- | ------------- | --------- | ----------------------------------------------------------------------------------- |
| Ryszard Kosiński                                                 | C-1 500m (m)  | 10e       | serie 1: 6de in 2.16,60 herkansingen: 3de in 2.08,06 halve finale 1: 4de in 2.12,71 |
| Jerzy Opara Andrzej Gronowicz                                    | C-2 500m (m)  | Zilver    | serie 2: 3de in 1.58,90 halve finale 1: 1ste in 1.49,04 finale: 2de in 1.47,77      |
| Jerzy Opara Andrzej Gronowicz                                    | C-2 1000m (m) | Zilver    | serie 1: 1ste in 3.52,58 halve finale 1: 1ste in 3.59,34 finale: 4de in 3.59,56     |
| Grzegorz Śledziewski                                             | K-1 500m (m)  | 5e        | serie 1: 1ste in 1.54,27 halve finale 1: 1ste in 1.52,39 finale: 5de in 1.48,49     |
| Grzegorz Śledziewski                                             | K-1 1000m (m) | 8e        | serie 3: 2de in 3.55,76 halve finale 2: 1ste in 3.46,88 finale: 8ste in 3.54,29     |
| Ryszard Oborski Grzegorz Śledziewski                             | K-2 500m (m)  | 11e       | serie 2: 6de in 1.46,31 herkansingen: 2de in 1.47,30 halve finale 2: 4de in 1.41,65 |
| Ryszard Tylewski Daniel Wełna                                    | K-2 1000m (m) | 11e       | serie 3: 3de in 3.36,57 halve finale 1: 4de in 3.29,07                              |
| Henryk Budzicz Kazimierz Górecki Grzegorz Kołtan Ryszard Oborski | K-4 1000m (m) | 5e        | serie 2: 2de in 3.07,91 halve finale 1: 3de in 3.13,62 finale: 5de in 3.12,17       |
|                                                                  |               |           |                                                                                     |
| Ewa Kamińska                                                     | K-1 500m (v)  | 4e        | serie 1: 1ste in 2.12,38 halve finale 1: 1ste in 2.08,48 finale: 4de in 2.05,16     |
| Maria Kazanecka Katarzyna Kulczak                                | K-2 500m (v)  | 6e        | serie 1: 3de in 2.01,45 halve finale 2: 3de in 1.53,50 finale: 6de in 1.55,05       |

### Moderne vijfkamp
| Olympiër                                                    | Onderdeel       | Resultaat | Prestatie |
| ----------------------------------------------------------- | --------------- | --------- | --- |
| Zbigniew Pacelt                                             | individueel (m) | 19e       | paardensport: 3de in 1.46,5 schermen: 42ste met 15 overwinningen schermen: 24ste met 191 punten zwemmen: 2de in 3.15,80 atletiek: 28ste in 13.29,7 totaal: 5028 punten         |
| Janusz Pyciak-Peciak                                        | individueel (m) | Goud      | paardensport: 24ste in 2.00,9 schermen: 5de met 29 overwinningen schermen: 3de met 196 punten zwemmen: 17de in 3.33,88 atletiek: 3de in 12.29,7 totaal: 5520 punten            |
| Krzysztof Trybusiewicz                                      | individueel (m) | 34e       | paardensport: 37ste in 1.58,8 schermen: 40ste met 17 overwinningen schermen: 11de met 193 punten zwemmen: 35ste in 3.45,13 atletiek: 30ste in 13.32,5 totaal: 4823 punten      |
| Zbigniew Pacelt Janusz Pyciak-Peciak Krzysztof Trybusiewicz | team (m)        | 4e        | paardensport: 6de met 3170 punten schermen: 11de met 2132 punten schermen: 3de met 2912 punten zwemmen: 3de met 3544 punten atletiek: 2de met 3585 punten totaal: 15343 punten |

### Roeien
| Olympiër | Onderdeel       | Resultaat | Prestatie |
| --- | --------------- | --------- | --- |
| Alfons Ślusarski Zbigniew Ślusarski | twee-zonder (m) | 11e       | serie 2: 2de in 6.58,98 halve finale 2: 5de in 6.44,64 finale B: 5de in 7.35,53                               |
| Ryszard Stadniuk Grzegorz Stellak Ryszard Kubiak | twee-met (m)    | 6e        | serie 1: 4de in 7.43,45 herkansingen: 1ste in 7.23,17 halve finale 2: 3de in 7.09,33 finale: 6de in 8.23,02   |
| Jerzy Broniec Ryszard Burak Jerzy Ulczyński Adam Tomasiak Włodzimierz Chmielewski                                                                                                | vier-met (m)    | 8e        | serie 3: 4de in 6.42,55 herkansingen: 1ste in 6.22,16 halve finale 2: 5de in 6.13,53 finale B: 2de in 6.51,85 |
| |                 |           | |
| Ewa Ambroziak | skiff (v)       | 9e        | serie 1: 5de in 3.58,09 herkansingen: 4de in 4.16,74 finale B: 3de in 4.26,90                                 |
| Małgorzata Kawalska Anna Krzemińska-Karbowiak | twee-zonder (v) | 8e        | serie 1: 5de in 3.41,05 herkansingen: 4de in 4.02,20 finale B: 2de in 4.03,26                                 |
| Anna Brandysiewicz Róża Data Mieczysława Franczyk Aleksandra Kaczyńska Danuta Konkalec Bogusława Kozłowska-Tomasiak Maria Stadnicka Barbara Wenta-Wojciechowska Dorota Zdanowska | acht (v)        | 7e        | serie 2: 3de in 3.06,67 herkansingen: 5de in 3.18,18 finale B: 1ste in 3.32,48                                |

### Schermen
| Olympiër | Onderdeel       | Resultaat | Prestatie |
| --- | --------------- | --------- | --- |
| Jerzy Janikowski | degen (m)       | 5e        | 1ste ronde groep 4: 2de W van FRA Ladègallerie: 5-4 W van FIN Salminen: 5-4 V van AUT Lindner: 0-5 W van AUS Benko: 5-4 2de ronde groep 6: 3de V van FRA Boisse: 4-5 W van FRG Hehn: 5-3 W van URS Abushakhmetov: 5-4 W van ARG Vergara: 5-3 V van GBR Johnson: 4-5 2de ronde groep 3: 4de V van ITA Pezza: 2-5 G van GBR Johnson: 5-5 W van SWE Jacobson: 5-4 W van ROU Szabo: 5-4 V van URS Lukomsky: 2-5 4de ronde: W van FRG Behr: 10-9 5de ronde: W van SWE Jacobson: 10-7 finale: 5de V van FRG Pusch: 4-5 V van FRG Hehn: 3-5 V van HUN Kulcsár: 3-5 W van HUN Osztrics: 5-4 W van SWE Edling: 5-3 |
| Zbigniew Matwiejew | degen (m)       | 30e       | 1ste ronde groep 10: 1ste W van AUT Müller: 5-3 W van NOR Mørch: 5-2 V van LUX Menghi: 2-5 W van THA Santitavakul: 5-0 2de ronde groep 4: 5de V van FRG Behr: 3-5 V van SWE Flodström: 4-5 V van SUI Kauter: 2-5 V van NOR Normann: 4-5 W van AUT Wessely: 5-4 |
| Marceli Wiech | degen (m)       | 40e       | 1ste ronde groep 7: 4de V van SUI Suchanecki: 1-5 V van ARG Vergara: 4-5 W van SWE Edling: 5-3 W van IRI Zarnegar: 5-3 |
| Jerzy Janikowski Zbigniew Matwiejew Leszek Swornowski Marceli Wiech                                                   | degen team (m)  | 16e       | 1ste ronde groep 1: 4de V van Hongarije: 4-11 V van Frankrijk: 1-13 |
| Marek Dąbrowski | floret (m)      | 9e        | 1ste ronde groep 3: 3de V van URS Denisov: 4-5 V van JPN Sato: 3-5 W van USA Lindner: 5-3 W van PUR Samalot: 5-1 V van HUN Kamuti: 2-5 2de ronde groep 6: 4de V van URS Romankov: 1-5 V van AUS Benko: 3-5 W van CUB Garbey: 5-4 W van GBR Paul: 5-3 V van JPN Kawatsu: 4-5 3de ronde groep 1: 4de V van FRG Reichert: 1-5 V van ROU Kuki: 4-5 W van AUS Benko: 5-4 W van TCH Koukal: 5-3 V van USA Ballinger: 4-5 4de ronde: W van FRA Noël: 10-8 5de ronde: V van URS Stankovich: 3-10 herkansingen: V van FRA Noël: 5-10                                                                               |
| Lech Koziejowski | floret (m)      | 21e       | 1ste ronde groep 9: 3de V van ROU Kuki: 2-5 W van FRG Reichert: 5-2 W van CUB Jhons: 5-4 W van ARG Feraud: 5-1 V van IRI Pashapour-Alamdari: 1-5 2de ronde groep 1: 4de V van FRA Noël: 3-5 V van ROU Kuki: 1-5 W van URS Stankovich: 5-4 W van IRI Niknam: 5-1 V van TCH Jurka: 4-5 3de ronde groep 4: 5de V van FRA Noël: 3-5 V van ITA Dal Zotto: 0-5 V van URS Stankovich: 3-5 V van USA Donofrio: 3-5 W van GBR Bruniges: 5-3 |
| Ziemek Wojciechowski                                                                                                  | floret (m)      | 24e       | 1ste ronde groep 7: 2de V van URS Romankov: 1-5 W van JPN Jingu: 5-2 W van IRI Niknam: 5-1 W van ROU Petruș: 5-1 W van CAN Fekete: 5-1 2de ronde groep 5: 2de W van FRA Talvard: 5-2 W van GBR Paul: 5-4 W van JPN Sato: 5-4 V van CUB Salvat: 2-5 V van ITA Montano: 4-5 3de ronde groep 2: 6de V van URS Denisov: 2-5 V van FRG Hein: 4-5 V van FRA Pietruszka: 2-5 V van FRG Behr: 2-5 V van CUB Salvat: 3-5 |
| Leszek Martewicz Lech Koziejowski Ziemek Wojciechowski Arkadiusz Godel Marek Dąbrowski                                | floret team (m) | 16e       | 1ste ronde groep 4: 1ste W van Verenigde Staten: 9-2 W van Iran: 13-3 W van Hongkong: 15-1 kwartfinale: V van Bondsrepubliek Duitsland: 3-9 |
| Jacek Bierkowski | sabel (m)       | 9e        | 1ste ronde groep 2: 2de W van BUL Mihaylov: 5-3 W van USA Apostol: 5-4 W van IRI Eskandarpour: 5-2 2de ronde groep 6: 3de V van ITA Montano: 4-5 V van HUN Gedővári: 4-5 W van GER Weißgerber: 5-1 W van CAN Lavoie: 5-1 W van GBR Deanfield: 5-2 3de ronde groep 3: 3de V van URS Krovopuskov: 0-5 W van ITA Maffei: 5-3 W van USA Apostol: 5-4 W van ROU Marin: 5-4 V van HUN Kovács: 3-5 4de ronde: V van CUB de la Torre: 7-10 herkansingen: W van USA Westbrook: 10-8 herkansingen 2: W van ITA de la Torre: 9-10                                                                                    |
| Leszek Jabłonowski | sabel (m)       | 23e       | 1ste ronde groep 4: 3de V van HUN Gedővári: 4-5 V van ROU Marin: 2-5 W van CAN Lavoie: 5-3 W van HKG Kam: 5-1 2de ronde groep 4: 4de V van URS Sidyak: 2-5 V van ROU Marin: 4-5 W van USA Westbrook: 5-4 W van IRI Pashapour-Alamdari: 5-2 V van ARG Méndez: 5-3 3de ronde groep 4: 6de V van URS Nazlymov: 2-5 V van ITA Montano: 2-5 V van CUB de la Torre: 2-5 V van USA Westbrook: 4-5 V van BUL Dudekov: 3-5 |
| Józef Nowara | sabel (m)       | 13e       | 1ste ronde groep 1: 2de V van URS Nazylmov: 3-5 W van FRA Bonnissent: 5-0 W van IRI Fathi: 5-1 V van ARG Méndez: 2-5 2de ronde groep 5: 3de V van CUB Ortiz: 4-5 V van ITA Maffei: 1-5 W van BUL Dudekov: 5-3 W van FRA Bena: 5-3 W van CAN Urban: 5-1 3de ronde groep 2: 3de V van ROU Pop: 4-5 W van ITA Arcidiacono: 5-4 W van FRA Bonnissent: 5-2 V van CUB Ortiz: 3-5 V van HUN Marót: 4-6 4de ronde: V van URS Sidyak: 7-10 herkansingen: V van ITA Arcidiacono: 6-10 |
| Leszek Jabłonowski Sylwester Królikowski Jacek Bierkowski Józef Nowara                                                | sabel team (m)  | 16e       | 1ste ronde groep 4: 2de V van Hongarije: 6-8 W van Argentinië: 10-6 W van Iran: 9-7 kwartfinale: V van Roemenië: 4-9 |
| |                 |           | |
| Krystyna Machnicka-Urbańska                                                                                           | floret (v)      | 35e       | 1ste ronde groep 1: 3de V van ROU Stahl: 2-5 V van FRA Josland: 4-5 W van AUS Smith: 5-3 V van JPN Kajihara: 4-5 2de ronde groep 2: 6de V van FRA Josland: 3-5 V van URS Knyazeva: 2-5 V van TCH Ráczová: 1-5 V van FRG Oertel: 2-5 V van ROU Bartoș: 3-5 |
| Grażyna Staszak-Makowska                                                                                              | floret (v)      | 13e       | 1ste ronde groep 9: 4de V van FRA Latrille: 2-5 V van GBR Wrigglesworth: 2-5 W van BEL Borghs: 5-3 W van PUR Enríquez: 5-0 V van IRI Al-Masi: 2-5 2de ronde groep 5: 2de V van ROU Stahl: 4-5 W van BEL Lecomte: 5-2 W van ITA Mangiarotti: 5-0 W van ISR Drori: 5-1 V van GBR Wrigglesworth: 2-5 3de ronde groep 1: 4de V van ROU Stahl: 4-5 V van URS Sidorova: 3-5 V van TCH Ráczová: 4-5 W van FRG Oertel: 5-3 W van GBR Halsted: 5-4 4de ronde: V van ITA Collino: 3-8 herkansingen: V van SWE Palm: 1-8                                                                                             |
| Barbara Wysoczańska                                                                                                   | floret (v)      | 20e       | 1ste ronde groep 5: 3de V van FRG Oertel: 2-5 W van ROU Bartoș: 5-3 W van CUB Tack-Fang: 5-4 V van CAN Payer: 2-5 2de ronde groep 3: 3de V van AUS Smith: 4-5 W van FRG Hanisch: 5-4 W van ITA Lorenzoni: 5-2 W van CAN Hennyey: 5-2 V van GBR Ager: 2-5 3de ronde groep 2: 6de V van GBR Wriggleworth: 4-5 V van BEL Van Eyck: 2-5 V van FRA Josland: 2-5 V van AUS Smith: 2-5 W van FRG Hanisch: 5-1 |
| Jolanta Bebel-Rzymowska Barbara Wysoczańska Kamilla Składanowska Krystyna Machnicka-Urbańska Grażyna Staszak-Makowska | floret team (v) | 6e        | 1ste ronde groep 1: 2de V van Sovjet-Unie: 2-9 W van Canada: 9-7 kwartfinale: V van Frankrijk: 5-9 5-8ste plek: G van Groot-Brittannië: 8-8 |

### Schietsport
| Olympiër            | Onderdeel              | Resultaat | Prestatie                        |
| ------------------- | ---------------------- | --------- | -------------------------------- |
| Eugeniusz Pędzisz   | 50m geweer 3 houdingen | 14e       | 1144 punten: (393-383-365)       |
| Romuald Siemionow   | 50m geweer 3 houdingen | 24e       | 1137 punten: (386-387-364)       |
| Stanisław Marucha   | 50m geweer liggend     | 37e       | 587 punten: (99-98-95-99-98-98)  |
| Andrzej Trajda      | 50m geweer liggend     | 28e       | 589 punten: (98-95-98-99-99-100) |
| Sławomir Romanowski | 50m pistool            | 12e       | 553 punten: (95-94-89-93-94-88)  |
| Maciej Orlik        | 25m snelvuurpistool    | 27e       | 585 punten: (291-294)            |
| Józef Zapędzki      | 25m snelvuurpistool    | 45e       | 556 punten: (257-299)            |
| Wiesław Gawlikowski | skeet                  | Brons     | 196 punten                       |
| Andrzej Socharski   | skeet                  | 14e       | 192 punten                       |
| Adam Smelczyński    | trap                   | 6e        | 183 punten                       |
| Zygmunt Bogdziewicz | 50m bewegend doel      | 15e       | 553 punten: (279-274)            |
| Jerzy Greszkiewicz  | 50m bewegend doel      | Brons     | 571 punten: (285-286)            |

### Turnen
| Olympiër                                                                                | Onderdeel                | Resultaat | Prestatie                                                           |
| --------------------------------------------------------------------------------------- | ------------------------ | --------- | ------------------------------------------------------------------- |
| Grzegorz Ciastek                                                                        | brug (m)                 | 79e       | kwalificatie: 79ste met 17,25 punten                                |
| Marian Pieczka                                                                          | brug (m)                 | 85e       | kwalificatie: 85ste met 16,75 punten                                |
| Andrzej Szajna                                                                          | brug (m)                 | 6e        | kwalificatie: 9de met 19,00 punten finale: 6de met 18,950 punten    |
| Roman Tkaczyk                                                                           | brug (m)                 | 60e       | kwalificatie: 60ste met 17,80 punten                                |
| Łukasz Uhma                                                                             | brug (m)                 | 50e       | kwalificatie: 50ste met 18,05 punten                                |
| Mariusz Zasada                                                                          | brug (m)                 | 31e       | kwalificatie: 31ste met 18,45 punten                                |
| Grzegorz Ciastek                                                                        | paard voltige (m)        | 73e       | kwalificatie: 73ste met 17,45 punten                                |
| Marian Pieczka                                                                          | paard voltige (m)        | 41e       | kwalificatie: 41ste met 18,35 punten                                |
| Andrzej Szajna                                                                          | paard voltige (m)        | 25e       | kwalificatie: 25ste met 18,70 punten                                |
| Roman Tkaczyk                                                                           | paard voltige (m)        | 77e       | kwalificatie: 77ste met 17,30 punten                                |
| Łukasz Uhma                                                                             | paard voltige (m)        | 65e       | kwalificatie: 65ste met 17,80 punten                                |
| Mariusz Zasada                                                                          | paard voltige (m)        | 80e       | kwalificatie: 80ste met 17,10 punten                                |
| Grzegorz Ciastek                                                                        | rekstok (m)              | 81e       | kwalificatie: 81ste met 17,05 punten                                |
| Marian Pieczka                                                                          | rekstok (m)              | 49e       | kwalificatie: 49ste met 18,30 punten                                |
| Andrzej Szajna                                                                          | rekstok (m)              | 14e       | kwalificatie: 14de met 19,10 punten                                 |
| Roman Tkaczyk                                                                           | rekstok (m)              | 65e       | kwalificatie: 65ste met 17,70 punten                                |
| Łukasz Uhma                                                                             | rekstok (m)              | 71e       | kwalificatie: 71ste met 17,40 punten                                |
| Mariusz Zasada                                                                          | rekstok (m)              | 53e       | kwalificatie: 53ste met 17,20 punten                                |
| Grzegorz Ciastek                                                                        | ringen (m)               | 65e       | kwalificatie: 65ste met 17,80 punten                                |
| Marian Pieczka                                                                          | ringen (m)               | 70e       | kwalificatie: 70ste met 17,60 punten                                |
| Andrzej Szajna                                                                          | ringen (m)               | 17e       | kwalificatie: 17de met 18,95 punten                                 |
| Roman Tkaczyk                                                                           | ringen (m)               | 68e       | kwalificatie: 68ste met 17,65 punten                                |
| Łukasz Uhma                                                                             | ringen (m)               | 65e       | kwalificatie: 65ste met 17,80 punten                                |
| Mariusz Zasada                                                                          | ringen (m)               | 76e       | kwalificatie: 76ste met 17,35 punten                                |
| Grzegorz Ciastek                                                                        | sprong (m)               | 66e       | kwalificatie: 66ste met 18,15 punten                                |
| Marian Pieczka                                                                          | sprong (m)               | 35e       | kwalificatie: 35ste met 17,70 punten                                |
| Andrzej Szajna                                                                          | sprong (m)               | 7e        | kwalificatie: 7de met 19,10 punten                                  |
| Roman Tkaczyk                                                                           | sprong (m)               | 66e       | kwalificatie: 66ste met 18,15 punten                                |
| Łukasz Uhma                                                                             | sprong (m)               | 40e       | kwalificatie: 40ste met 18,55 punten                                |
| Mariusz Zasada                                                                          | sprong (m)               | 54e       | kwalificatie: 54ste met 18,40 punten                                |
| Grzegorz Ciastek                                                                        | vloer (m)                | 61e       | kwalificatie: 61ste met 17,65 punten                                |
| Marian Pieczka                                                                          | vloer (m)                | 44e       | kwalificatie: 44ste met 18,05 punten                                |
| Andrzej Szajna                                                                          | vloer (m)                | 10e       | kwalificatie: 10de met 19,00 punten                                 |
| Roman Tkaczyk                                                                           | vloer (m)                | 59e       | kwalificatie: 59ste met 17,75 punten                                |
| Łukasz Uhma                                                                             | vloer (m)                | 81e       | kwalificatie: 81ste met 17,20 punten                                |
| Mariusz Zasada                                                                          | vloer (m)                | 88e       | kwalificatie: 88ste met 16,60 punten                                |
| Grzegorz Ciastek                                                                        | individuele meerkamp (m) | 74e       | kwalificatie: 74ste met 105,35 punten                               |
| Marian Pieczka                                                                          | individuele meerkamp (m) | 61e       | kwalificatie: 61ste met 107,75 punten                               |
| Andrzej Szajna                                                                          | individuele meerkamp (m) | 6e        | kwalificatie: 11de met 113,85 punten finale: 6de met 114,625 punten |
| Roman Tkaczyk                                                                           | individuele meerkamp (m) | 69e       | kwalificatie: 69ste met 106,35 punten                               |
| Łukasz Uhma                                                                             | individuele meerkamp (m) | 65e       | kwalificatie: 65ste met 106,80 punten                               |
| Mariusz Zasada                                                                          | individuele meerkamp (m) | 71e       | kwalificatie: 71ste met 106,10 punten                               |
| Andrzej Szajna Marian Pieczka Łukasz Uhma Roman Tkaczyk Mariusz Zasada Grzegorz Ciastek | meerkamp team (m)        | 11e       | kwalificatie: 11de met 574,85 punten                                |

### Voetbal
| Olympiër | Onderdeel | Resultaat | Prestatie |
| --- | --------- | --------- | --- |
| Jan Benigier Lesław Ćmikiewicz Kazimierz Deyna Jerzy Gorgoń Henryk Kasperczak Kazimierz Kmiecik Grzegorz Lato Zygmunt Maszczyk Piotr Mowlik Roman Ogaza Wojciech Rudy Andrzej Szarmach Antoni Szymanowski Jan Tomaszewski Henryk Wawrowski Henryk Wieczorek Władysław Żmuda | mannen    | Zilver    | groep C: 1ste G van Cuba: 0-0 W van Iran: 3-2 kwartfinale: W van Pakistan: 5-0 halve finale: W van Brazilië: 2-0 finale: V van DDR: 1-3 |

| Groep C |       |             |             |             |             |            |            |            |        |
| #       | Land  | Wedstrijden | Wedstrijden | Wedstrijden | Wedstrijden | Doelpunten | Doelpunten | Doelpunten | Punten |
| #       | Land  | G           | W           | G           | V           | V          | T          | Saldo      | Punten |
| 1       | Polen | 2           | 1           | 1           | 0           | 3          | 2          | +1         | 3      |
| 2       | Iran  | 2           | 1           | 0           | 1           | 3          | 3          | 0          | 2      |
| 3       | Cuba  | 2           | 0           | 1           | 1           | 0          | 1          | −1         | 1      |

| Ronde        | Datum    | Plaats | Land | Score    | Land |
| ------------ | -------- | ------ | ---- | -------- | ---- |
| Groepsfase   |          |        |      |          |      |
| 18 juli      | Ottawa   | Polen  | 0-0  | Cuba     |      |
| 22 juli      | Montréal | Polen  | 3-2  | Iran     |      |
| Kwartfinale  |          |        |      |          |      |
| 25 juli      | Montréal | Polen  | 5-0  | Pakistan |      |
| Halve finale |          |        |      |          |      |
| 27 juli      | Toronto  | Polen  | 2-0  | Brazilië |      |
| Finale       |          |        |      |          |      |
| 31 juli      | Montréal | DDR    | 3-1  | Polen    |      |

### Volleybal
| Olympiër | Onderdeel | Resultaat | Prestatie |
| --- | --------- | --------- | --- |
| Włodzimierz Stefański Bronislaw Bebel Lech Łasko Edward Skorek Tomasz Wójtowicz Wiesław Gawłowski Mirosław Rybaczewski Zbigniew Lubiejewski Ryszard Bosek Włodzimierz Sadalski Zbigniew Zarzycki Marek Karbarz | zaal (m)  | Goud      | groep A: 1ste W van Zuid-Korea: 3-2 (12-15, 6-15, 15-6, 15-6, 15-5) W van Canada: 3-0 (15-4, 15-7, 15-6) W van Cuba: 3-2 (13-15, 10-15, 15-6, 15-9, 20-18) W van Tsjecho-Slowakije: 3-1 (8-15, 15-11, 15-5, 16-14) halve finale: W van Japan: 3-2 (15-17, 15-6, 15-6, 10-15, 15-10) finale: W van Sovjet-Unie: 3-2 (11-15, 15-13, 12-15, 19-17, 15-7) |

| Groep A |                   |             |             |             |             |             |             |        |        |        |        |
| #       | Land              | Wedstrijden | Wedstrijden | Wedstrijden | Wedstrijden | Wedstrijden | Wedstrijden | Punten | Punten | Punten | Punten |
| #       | Land              | G           | W           | V           | SW          | SV          | SR          | SPW    | SPL    | Saldo  | Punten |
| 1       | Polen             | 4           | 4           | 0           | 12          | 5           | +7          | 235    | 172    | +63    | 8      |
| 2       | Cuba              | 4           | 3           | 1           | 11          | 4           | +7          | 208    | 142    | +66    | 7      |
| 3       | Tsjecho-Slowakije | 4           | 2           | 2           | 8           | 7           | +1          | 182    | 177    | +5     | 6      |
| 4       | Zuid-Korea        | 4           | 4           | 3           | 6           | 9           | −3          | 146    | 187    | −41    | 5      |
| 5       | Canada            | 4           | 0           | 4           | 0           | 12          | −12         | 88     | 181    | −93    | 4      |

| Ronde        | Datum    | Plaats | Land | Score             | Land |
| ------------ | -------- | ------ | ---- | ----------------- | ---- |
| Groepsfase   |          |        |      |                   |      |
| 18 juli      | Montréal | Polen  | 3-2  | Zuid-Korea        |      |
| 19 juli      | Montréal | Polen  | 3-0  | Canada            |      |
| 21 juli      | Montréal | Polen  | 3-2  | Cuba              |      |
| 23 juli      | Montréal | Polen  | 3-1  | Tsjecho-Slowakije |      |
| Halve finale |          |        |      |                   |      |
| 29 juli      | Montréal | Polen  | 3-2  | Japan             |      |
| Finale       |          |        |      |                   |      |
| 30 juli      | Montréal | Polen  | 3-2  | Sovjet-Unie       |      |

### Wielersport
| Olympiër                                                              | Onderdeel                     | Resultaat | Prestatie                                                                             |
| Baan                                                                  | Baan                          | Baan      | Baan                                                                                  |
| --------------------------------------------------------------------- | ----------------------------- | --------- | ------------------------------------------------------------------------------------- |
| Benedykt Kocot                                                        | sprint (m)                    | 9e        | 1ste ronde serie 4: W van TRI Rawlins: 11,79 2de ronde serie 4: 3de herkansingen: 2de |
| Janusz Kierzkowski                                                    | tijdrit (m)                   | 4e        | 1.07,660                                                                              |
| Jan Jankiewicz                                                        | individuele achtervolging (m) | 10e       | kwalificatie: 7de in 4.51,48 1ste ronde: V van TCH Klase: 4.54,94                     |
| Jan Jankiewicz Czesław Lang Krzysztof Sujka Zbigniew Szczepkowski     | ploegenachtervolging (m)      | 5e        | kwalificatie: 5de in 4.27,21 1ste ronde: V van Groot-Brittannië: 4.27,21              |
| Weg                                                                   |                               |           |                                                                                       |
| Jan Brzezny                                                           | wegwedstrijd (m)              | 30e       | 4:49.01                                                                               |
| Mieczysław Nowicki                                                    | wegwedstrijd (m)              | Brons     | 4:47.23                                                                               |
| Stanisław Szozda                                                      | wegwedstrijd (m)              | 11e       | 4:49.01                                                                               |
| Ryszard Szurkowski                                                    | wegwedstrijd (m)              | 12e       | 4:49.01                                                                               |
| Ryszard Szurkowski Tadeusz Mytnik Mieczysław Nowicki Stanisław Szozda | ploegentijdrit (m)            | Zilver    | 2:09.13                                                                               |

### Worstelen
| Olympiër                | Onderdeel   | Resultaat   | Prestatie |
| Vrije stijl             | Vrije stijl | Vrije stijl | Vrije stijl |
| ----------------------- | ----------- | ----------- | --- |
| Władysław Stecyk        | -52kg (m)   | 6e          | 1ste ronde: W van MGL Mönkh-Ochir: val 2de ronde: W van BEL Mewis: val 3de ronde: W van BUL Selimov: 11-8 4de ronde: V van JPN Takada: 5-26 5de ronde: V van URS Ivanov: 5-26                                                               |
| Zbigniew Żedzicki       | -57kg (m)   | 8e          | 1ste ronde: vrij 2de ronde: W van USA Corso: val 3de ronde: V van PRK Li: 10-13 4de ronde: V van BUL Dukov: 7-14 |
| Henryk Mazur            | -82kg (m)   | 6e          | 1ste ronde: W van TUR Uzun: 9-4 2de ronde: W van IRI Mohebbi: 13-10 3de ronde: W van SEN Diop: val 4de ronde: V van FRG Seger: 6-26 |
| Paweł Kurczewski        | -90kg (m)   | 6e          | 1ste ronde: W van HUN Molnár: 6-3 2de ronde: W van PAK Uddin: val 3de ronde: V van GDR Stottmeister: val 4de ronde: W van FIN Manni: val 5de ronde: V van USA Peterson: 4-13                                                                |
| Grieks-Romeins          |             |             | |
| Aleksander Zajączkowski | -48kg (m)   | 11e         | 1ste ronde: V van CUB Valdes: 9-11 2de ronde: V van ROU Berceanu: val |
| Czesław Stanjek         | -52kg (m)   | 9e          | 1ste ronde: W van MGL Mönkh-Ochir: gediskwalificeerd 2de ronde: V van ITA Caltabiano: 6-11 3de ronde: niet gestart |
| Józef Lipień            | -57kg (m)   | 10e         | 1ste ronde: V van ROU Boţilă: gediskwalificeerd 2de ronde: W van JPN Suga: 16-12 3de ronde: W van FIN Ukkola: 9-4 4de ronde: V van URS Mustafin: 4-29                                                                                       |
| Kazimierz Lipień        | -62kg (m)   | Goud        | 1ste ronde: W van CAN Stupp: 37-0 2de ronde: W van POR Vieira: val 3de ronde: W van BUL Lazarov: 16-0 4de ronde: W van GRE Mygiakis: gediskwalificeerd 5de ronde: vrij 6de ronde: V van URS Davidyan: 6-10 7de ronde: W van HUN Réczi: 13-4 |
| Andrzej Supron          | -68kg (m)   | 5e          | 1ste ronde: V van ROU Rusu: 1-13 2de ronde: W van BEL van Lancker: val 3de ronde: W van BUL Nedev: 9-7 4de ronde: W van KOR Kim: val 5de ronde: V van URS Nalbandyan: 7-9                                                                   |
| Stanisław Krzesiński    | -74kg (m)   | 11e         | 1ste ronde: V van FIN Huhtala: gediskwalificeerd 2de ronde: W van CUB Barbán: gediskwalificeerd 3de ronde: V van GDR Göpfert: val |
| Adam Ostrowski          | -82kg (m)   | 8e          | 1ste ronde: vrij 2de ronde: W van ITA Vitucci: gediskwalificeerd 3de ronde: V van FIN Manni: gediskwalificeerd 4de ronde: V van SWE Andersson: 6-9                                                                                          |
| Czesław Kwieciński      | -90kg (m)   | Brons       | 1ste ronde: vrij 2de ronde: W van JPN Sato: val 3de ronde: W van IRI Kolahi: val 4de ronde: V van URS Rezantsev: 3-9 5de ronde: W van YUG Nišavić: gediskwalificeerd 6de ronde: W van BUL Ivanov: val                                       |
| Andrzej Skrzydlewski    | -100kg (m)  | Brons       | 1ste ronde: W van IRI Moshtaghi: val 2de ronde: W van ARG Verník: val 3de ronde: V van USA Rheingans: 7-9 4de ronde: W van FRG Schäfer: val 5de ronde: V van URS Balboshin: val 6de ronde: V van BUL Goranov: 2-6                           |
| Henryk Tomanek          | +100kg (m)  | 8e          | 1ste ronde: V van URS Kolchinsky: val 2de ronde: W van NOR Gundersen: gediskwalificeerd 3de ronde: W van USA Lee: gediskwalificeerd 4de ronde: V van BUL Tomov: val                                                                         |

### Zeilen
| Olympiër        | Onderdeel | Resultaat | Prestatie                         |
| --------------- | --------- | --------- | --------------------------------- |
| Ryszard Blaszka | finn      | 16e       | 113,0 punten: (22-22-4-5-4-25-25) |

### Zwemmen
| Olympiër        | Onderdeel           | Resultaat | Prestatie                                             |
| --------------- | ------------------- | --------- | ----------------------------------------------------- |
| Ryszard Żugaj   | 100m rugslag (m)    | 16e       | serie 4: 3de in 1.00,16 halve finale 1: 8ste in 59,90 |
| Ryszard Żugaj   | 200m rugslag (m)    | 29e       | serie 1: 6de in 2.12,53                               |
| Cezary Śmiglak  | 100m schoolslag (m) | 22e       | serie 1: 5de in 1.08,02                               |
| Cezary Śmiglak  | 200m schoolslag (m) | 21e       | serie 4: 6de in 2.27,41                               |
|                 |                     |           |                                                       |
| Anna Skolarczyk | 100m schoolslag (v) | 21e       | serie 2: 3de in 1.17,16                               |
| Anna Skolarczyk | 200m schoolslag (v) | 18e       | serie 4: 4de in 2.42,05                               |

Amerikaanse Maagdeneilanden · Andorra · Antigua en Barbuda · Argentinië · Australië · Bahama's · Barbados · België · Belize · Bermuda · Bolivia · Bondsrepubliek Duitsland · Brazilië · Bulgarije · Canada · Chili · Colombia · Costa Rica · Cuba · Denemarken · Dominicaanse Republiek · Duitse Democratische Republiek · Ecuador · Egypte · Fiji · Filipijnen · Finland · Frankrijk · Griekenland · Groot-Brittannië · Guatemala · Haïti · Honduras · Hongarije · Hongkong · Ierland · IJsland · India · Indonesië · Iran · Israël · Italië · Ivoorkust · Jamaica · Japan · Joegoslavië · Kaaimaneilanden · Kameroen · Koeweit · Libanon · Liechtenstein · Luxemburg · Maleisië · Marokko · Mexico · Monaco · Mongolië · Nederland · Nederlandse Antillen · Nepal · Nicaragua · Nieuw-Zeeland · Noord-Korea · Noorwegen · Oostenrijk · Pakistan · Panama · Papoea-Nieuw-Guinea · Paraguay · Peru · Polen · Portugal · Puerto Rico · Roemenië · San Marino · Saoedi-Arabië · Senegal · Singapore · Sovjet-Unie · Spanje · Suriname · Thailand · Trinidad en Tobago · Tsjecho-Slowakije · Tunesië · Turkije · Uruguay · Venezuela · Verenigde Staten · Zuid-Korea · Zweden · Zwitserland